# باتيس (أبين)

تعديل مصدري - تعديل

باتيس هي مدينة صغيرة في مديرية خنفر بمحافظة أبين اليمنية، بلغ تعداد سكانها 6222 نسمة حسب الإحصاء الذي أجري عام 2004.